# Hein Thiha Zaw
Hein Thiha Zaw (ဟိန်းသီဟဇေ; Rangoon, 1º agosto 1995) è un calciatore birmano, difensore dello Shan United.

## Carriera

### Club
Ha esordito a 14 anni nella massima serie birmana con la maglia dello Yadanarbon.
In carriera ha giocato in totale 3 partite nella Coppa del Presidente dell'AFC, 21 partite (nelle quali ha segnato in totale 4 reti) in AFC Cup e 2 partite nei turni preliminari di AFC Champions League.

### Nazionale
Ha esordito in nazionale nel 2015.

## Palmarès

### Club

#### Competizioni nazionali
- Campionato birmano: 1

Yadanarbon: 2010

#### Competizioni internazionali
- Coppa del Presidente dell'AFC: 1

Yadanarbon: 2010